# Aurélien Ngeyitala
Aurélien Ngeyitala Lola (Évry, 29 maggio 1994) è un calciatore francese naturalizzato congolese (Repubblica Democratica del Congo), attaccante del Saint-Michel Football 91.

## Carriera

### Club
Il 19 luglio 2018 viene acquistato a titolo definitivo dalla squadra ucraina dell'Arsenal Kiev.